# Улица Марата (Иркутск)
Улица Мара́та (бывшая Лугова́я) — улица в Правобережном округе города Иркутска, одна из центральных и старейшая улица города. Расположена в историческом центре между параллельными ей улицами Ленина и Степана Разина, начинается от пересечения с улицей Сурикова, заканчивается пересечением с улицей Карла Маркса.

## История
Улица известна под именем Луговой с XVII века, по ней выгоняли скот на выпас.
В 2009 году на улице Марата появились аншлаги с её историческим названием.
24 ноября 2013 года по улице Марата прошла эстафета Олимпийского огня.
В разное время на улице Марата жили: государственный деятель Леонид Красин, писатели Пётр Петров и Исаак Гольдберг, архитектор Казимир Миталь, профессора Клавдий Миротворцев, Михаил Одинцов, Захарий Франк-Каменецкий, Хаим-Бер Ходос и Василий Щипачев, поэт Геннадий Гайда, певица Аида Ведищева, актёр Виталий Венгер, работал писатель Павел Нилин.

## Здания и сооружения
Нечётная сторона
- 11 — Иркутская Вальдорфская школа.
- 19 — Государственный архив новейшей истории Иркутской области.
- Монумент российско-японских связей (Памятник «Выпавшее яйцо»)[12].
- 29 — Дом специалистов (архитектор — Казимир Миталь)[13].

Чётная сторона
- 4 — Следственный отдел Следственного комитета РФ по Иркутской области.
- Бюст Владимира Обручева.
- 14 — здание Администрации Правобережного округа Иркутска.